# Mehonuirall
Mehonuirall (Diaphorapteryx hawkinsi) är en utdöd fågel i familjen rallar som förekom på Chathamöarna utanför Nya Zeeland. Kortfattade skildringar tyder på att arten kan ha överlevt in på 1800-talet.

## Utseende och läte
Mehonuirallen var en stor rall, i stort lik wekarallen, med en lång och nedåtböjd, cirka 10 cm lång näbb. Hanen var tydligt större än honan, med exempelvis minst 2 cm längre näbb. Vingarna var mycket små, vilket visar att den med säkerhet var flygoförmögen. Eftersom ingen detaljerad beskrivning finns av fågeln och befjädrade exemplar är kunskapen begränsad om utseendet i övrigt. Kortfattade rapporter beskriver dock att den var rödbrun och av ett benfragment framgår att även näbben hade samma färg. Två skildringar vittnar om att arten hade ett kraftigt läte som kunde höras lång väg, återgivet som ett "tue-ck".

## Tidigare förekomst och utdöende
Mehonuirallen är känd i huvudsak från benlämningar funna i Chathamöarna tillhörande Nya Zeeland, både på huvudön Chatham och på Pitt. Mängden ben tuder på att den tidigare var en vanlig fågel. Kortfattade skildringar visar att arten förmodligen överlevde in på 1800-talet. Den tros ha dött ut till följd av jakt från människan, i kombination med predation från olika invasiva djur. 

## Levnadssätt
Mehonuirallens kraftiga ben i kombination med att den var flygöförmögen visar att den levde på marken. Den tros ha fyllt samma ekologiska nisch som wekarallen. Mehonuirallen har rapporterats ta nattkvist i familjegrupper, där sex eller åtta fåglar tryckte tillsammans "som grisar i en säng". Enligt en beskrivning ska arten ha födosökt på marken med sin näbb som en bökande gris, framför allt efter ormbunksrötter. Den har också rapporterats picka ruttnande trä på marken efter föda. Eftersom näbben var längre och mer böjd än hos wekarallen tros den i mindre grad ha levt av animalisk föda, men markhäckande fåglar, ödlor och ryggradslösa djur tros ändå ha utgjort en del av födan. Enligt en skildring ska fågeln ha förekommit i ett öppet område som kallas "The Clears".

## Namn
Fågelns vetenskapliga artnamn hedrar en William Hawkins, bosättare på Chathamöarna som försåg Henry Ogg Forbes med typexemplaret.